# Bnei Jehoeda Tel Aviv
Bnei Jehoeda Tel Aviv (Hebreeuws: מועדון כדורגל בני יהודה תל אביב, Moadon Kaduregel Bnei Yehuda Tel Aviv) is een Israëlische voetbalclub uit Tel Aviv.
De club werd in januari 1936 opgericht en bereikte in 1959 voor het eerst de hoogste klasse. Hoewel de club vanaf dan de meeste tijd in de hoogste klasse doorbrengt was de club toch nooit echt een hoogvlieger en stond in de schaduw van de andere clubs uit Tel Aviv, Maccabi Tel Aviv en Hapoel Tel Aviv. Toch bleef de club niet zonder prijzen, in 1968 en 1981 werd de beker binnen gehaald en in 1990 werd de club zelfs voor de eerste, en tot dusver enige maal, landskampioen.
Begin jaren 90 was de club erg sterk al kon de titel niet verlengd worden. De Oekraïner Mikola Koedrytskyj maakte het mooie weer bij de club maar hij kwam in 1994 om in een auto-ongeval. Het team herstelde pas enkele jaren later van zijn dood. Eind jaren 90 redde de club zich 3 keer op rij op het nippertje van de degradatie. In 2001 kon degradatie niet afgewend worden maar de club kon wel na één seizoen terugkeren. Sindsdien lijkt het geluk van de club ook te keren.
In 2017 won de club voor het eerst sinds 1981 de Israëlische beker

## Erelijst
- Landskampioen

1990
- Beker van Israël

Winnaar: 1968, 1981, 2017, 2019
Finalist: 1965, 1978, 2006, 2010
- Supercup Israël

1990
- League Cup (Toto Cup)

1992, 1997

## Eindklasseringen vanaf 2000
| Seizoen | Competitie  | Niveau | Eindstand | Beker        | Opmerking                                     |
| ------- | ----------- | ------ | --------- | ------------ | --------------------------------------------- |
| 1999/00 | Ligat Ha'Al | I      | 11        | 8e ronde     |                                               |
| 2000/01 | Ligat Ha'Al | I      | 11        | 8e finale    |                                               |
| 2001/02 | Liga Leumit | II     | 2         | kwartfinale  |                                               |
| 2002/03 | Ligat Ha'Al | I      | 10        | kwartfinale  |                                               |
| 2003/04 | Ligat Ha'Al | I      | 6         | 8e finale    |                                               |
| 2004/05 | Ligat Ha'Al | I      | 6         | kwartfinale  |                                               |
| 2005/06 | Ligat Ha'Al | I      | 4         | Finale       | < Hapoel Tel Aviv FC: 0-1                     |
| 2006/07 | Ligat Ha'Al | I      | 9         | 9e ronde     |                                               |
| 2007/08 | Ligat Ha'Al | I      | 9         | kwartfinale  |                                               |
| 2008/09 | Ligat Ha'Al | I      | 5         | 8e finale    | Liga topscorer ex aequo: Eliran Atar (14)     |
| 2009/10 | Ligat Ha'Al | I      | 4         | Finale       | < Hapoel Tel Aviv FC: 1-3                     |
| 2010/11 | Ligat Ha'Al | I      | 4         | 8e ronde     |                                               |
| 2011/12 | Ligat Ha'Al | I      | 3         | 8e ronde     |                                               |
| 2012/13 | Ligat Ha'Al | I      | 4         | 8e ronde     |                                               |
| 2013/14 | Ligat Ha'Al | I      | 14        | 8e ronde     |                                               |
| 2014/15 | Liga Leumit | II     | 1         | 8e ronde     | Liga topscorer: Pedro Galván (22)             |
| 2015/16 | Ligat Ha'Al | I      | 8         | kwartfinale  |                                               |
| 2016/17 | Ligat Ha'Al | I      | 11        | Winnaar      | < Maccabi Tel Aviv FC: 0-0 nv (4-3 ns)        |
| 2017/18 | Ligat Ha'Al | I      | 6         | 8e ronde     | verliezer Supercup > Hapoel Beër Sjeva: 2-4   |
| 2018/19 | Ligat Ha'Al | I      | 5         | Winnaar      | < Maccabi Netanja: 1-1 nv (5-4 ns)            |
| 2019/20 | Ligat Ha'Al | I      | 7         | halve finale | verliezer Supercup > Maccabi Tel Aviv FC: 0-1 |
| 2020/21 | Ligat Ha'Al | I      | 13        | 8e ronde     |                                               |
| 2021/22 | Liga Leumit | II     | 8         | kwartfinale  |                                               |
| 2022/23 | Liga Leumit | II     | 8         | 7e ronde     |                                               |
| 2023/24 | Liga Leumit | II     | 3         | 8e finale    |                                               |
| 2024/25 | Liga Leumit | II     | 6         | 8e ronde     |                                               |
| 2025/26 | Liga Leumit | II     | .         |              |                                               |

## In Europa
Bnei Jehoeda Tel Aviv speelt sinds 2006 in diverse Europese competities. Hieronder staan de competities en in welke seizoenen de club deelnam:
- Europa League (6x)

2009/10, 2010/11, 2011/12, 2012/13, 2017/18, 2019/20
- UEFA Cup (1x)

2006/07

## Bekende ex-spelers
- Andrij Bal
- Mikola Koedrytskyj
- Igor Sjkvyrin
- Viktor Tsjanov